# Хероји Халијарда
Хероји Халијарда је српски драмски филм из 2023. године редитеља Радоша Бајића који је истовремено и аутор сценарија. Косценаристи су Душан Ковачевић и Страхиња Маџаревић.

## Радња
Ратна драма инспирисана највећом појединачном акцијом спасавања око 508 америчких и других савезничких пилота иза непријатељских линија у историји светског ваздухопловства која се одиграла на импровизованом аеродрому у селу Прањани у подножју Сувобора уз логистичку подршку Југословенске војске у отаџбини под командом Драже Михаиловића 1944. године, познатом по кодном имену операција Халијард.
Поред те, на историјским чињеницама засноване линијама приче, кључни актери су чланови породице Јовић. Два брата из те породице налазе се у сукобљеним војскама, Мирко је у четницима а Сретен у партизанима. Њихов отац покушава да заштити најмлађег сина да се не прикључи ниједној војсци.

## Улоге
| Глумац                 | Улога                             |
| ---------------------- | --------------------------------- |
| Петар Божовић          | Костин отац                       |
| Жарко Лаушевић         | Коста Јовић                       |
| Нела Михаиловић        | Душанка Јовић                     |
| Никола Ракочевић       | Мирко Јовић                       |
| Вучић Перовић          | Сретен Јовић                      |
| Теодора Драгићевић     | Радмила Јовић                     |
| Чубрило Чупић          | Илија Јовић                       |
| Радован Вујовић        | Звонимир Вучковић                 |
| Милан Васић            | капетан Раковић                   |
| Александар Ђурица      | Мартиновић                        |
| Исидора Минић          | Мартиновићева жена                |
| Јово Максић            | Миладин Бркић                     |
| Иван Вучковић          | Никола Калабић                    |
| Ненад Хераковић        | Теочинац                          |
| Љиљана Благојевић      |                                   |
| Радоје Чупић           | Тома минер                        |
| Слободан Нинковић      | кмет Јанко                        |
| Недељко Бајић          | мајор Војислав Лукачевић          |
| Вања Ејдус             | Јола                              |
| Александар Стојковић   | потпуковник Баћовић               |
| Ђорђе Марковић         | Веркић                            |
| Бранко Јанковић        | Првослав Раилић                   |
| Небојша Кундачина      | Прањански свештеник               |
| Нина Нешковић          | Милица Јовић                      |
| Небојша Љубишић        | армијски генерал Дража Михаиловић |
| Бранислав Лечић        | потпуковник Драгиша Васић         |
| Војислав Брајовић      | др Бехара                         |
| Дубравко Јовановић     |                                   |
| Небојша Дугалић        | господин Топаловић                |
| Радош Бајић            | Гојко Луди                        |
| Марко Радојевић        | Мршави                            |
| Михаило Перишић        |                                   |
| Огњен Никола Радуловић | Милован                           |
| Скот Александер Јанг   | генерал Армстронг                 |
| Марко Милић            | тумач генерала Армстронга         |
| Стивен Мур             | Едвард Волш                       |
| Кевин Мајкл Кларк      | капетан Конели                    |
| Мајкл Стоки            |                                   |
| Адам Девенпорт         |                                   |
| Јадран Малкович        |                                   |
| Пол Клес               |                                   |
| Никола Кент            | Џорџ Мусулин                      |
| Карл Вартон            | мајор Хејли                       |
| Пол Мареј              |                                   |
| Хари Натанијел Епли    |                                   |
| Алекс Папке            |                                   |
| Милан Аксентијевић     | Војник                            |

## Продукција
Снимања су обављена у две фазе: током 2021. на Космају и планини Рудник и 2022. године у Прањанима и на локалитетима Сувобора и Равне горе.
Премијера филма је одржана 10. октобра 2023. године.,
Упоредо са филмом, настала је и мини-серија Ваздушни мост у шест наставака.

На Сарајево филм фестивалу 2023. су на панелу Телекома Србије, који је био спонзор фестивала, приказани инсерти из филма. Организатори СФФ су напали филм, који није приказан, са тврдњом да је „ревизионистичка четничка пропаганда”. Телеком Србија је одговорио да су организатори фестивала били су упознати са филмом и да су се самоиницијативно интересовали за прогрес филма. Редитељ филма Радош Бајић је навео: 
Реч је о инсертима који наговештавају драмску радњу филма из којих се апсолутно ништа што нам се импутира не може закључити. Ради се о манипулацији у дневнополитичке сврхе и нема никакве везе ни са уметношћу, ни са филмом Хероји Халијарда чија премијера је 10. октобра (2023) и који нико сем ауторског и креативног тима наше продукције није видео.

## Занимљивости
Последње појављивање глумца Жарка Лаушевића у јавности било је управо на београдској премијери филма где га је публика поздравила вишеминутним овацијама. Након смрти глумца, редитељ Мирослав Лекић рекао је да су се те ноћи дружили до касно у ноћ и да је Лаушевић још увек био под утиском онога што се десило на премијери.
Глумица Нела Михаиловић је награђена на Фестивалу српског филма у Чикагу, где је одржано више пројекција због интересовања публике којој је ово била јединствена прилика да погледа филм. На истом фестивалу, награђен је и сам филм.

## Историјска нетачност
- У једној од сцена Мирко Јовић ословљава краља Петра II, са титулом Његово Краљевско Височанство Краљ. Из овог језички неприхватљивог стила опхођења се види да неко од сценариста није прочитао титуларно опхођење за чланове владарске куће. Придев Краљевско Височанство је резервисан искључиво за чланове династије. Текст у сценарију а уједно и опхођењу је требао да гласи: Његово Величанство Краљ, јер је краљ шеф државе и глава династије.
- Такође у сцени на аеродрому у Прањанима приликом разговора између капетана ОСС Џорџа Мусулина и капетана ЈВуО Звонка Вучковића, локални сељак Првослав Раилић се Вучковићу обраћа са друже капетане. Правило је било у Југословенској војсци да се официрима обраћа са господине (и онда чин) а не друже. Ово опхођење је касније примењивано у Југословенској народној армији.